# Linia sukcesji do brytyjskiego tronu
Linia sukcesji do brytyjskiego tronu – kolejność dziedziczenia tronu królewskiego Wielkiej Brytanii.

## Podstawa prawna
Tron brytyjski jest dziedziczony zgodnie z zasadami ustalonymi w:
- Bill of Rights z 1689 roku,
- Act of Settlement z 1701 roku,
- Succession to the Crown Act z 2013 roku[1].

Przed nowelizacją w 2013 r. obowiązywały następujące zasady dziedziczenia tronu:
- dziedziczyć mogą wyłącznie pochodzący ze związków małżeńskich potomkowie księżniczki Palatynatu Zofii,
- tron przechodzi zgodnie z zasadą primogenitury, jednakże z preferencją dla mężczyzn (córki dziedziczą dopiero po synach i ich potomkach, dlatego też księżniczka Anna jest w kolejce do tronu za swoimi młodszymi braćmi, księciem Yorku i hrabią Wessexu oraz ich dziećmi, pomimo iż jest od nich starsza),
- wyznanie nieanglikańskie lub poślubienie katolika odsuwa od dziedziczenia.

28 października 2011 r. na szczycie Wspólnoty Narodów w Perth porozumiano się w sprawie zniesienia pierwszeństwa mężczyzn przed ich żeńskim rodzeństwem oraz zakazu małżeństw monarchów i następców tronu z katolikami. Zmiana ta wymagała wprowadzenia poprawek w konstytucjach 16 państw Wspólnoty Narodów i nowelizacji aktów prawnych obowiązujących od ponad 300 lat. Zmienione przez Succession to the Crown Act zasady obowiązują od 2013 r.:
- zniesiono primogeniturę męską – młodszy syn nie poprzedza starszej córki w linii sukcesji, dotyczy urodzonych po 28 października 2011 r.,
- poślubienie katolika nie odsuwa od dziedziczenia, dotyczy także małżeństw zawartych wcześniej, o ile kandydat do tronu żyje,
- zgody monarchy wymagają jedynie małżeństwa pierwszych 6 kandydatów do tronu – małżeństwa zawarte bez niej przez pozostałych kandydatów do tronu nie powodują eliminacji ich i ich potomstwa z linii sukcesji.

W styczniu 2011 roku na pełnej liście sukcesji znajdowały się 5753 osoby.

## Linia sukcesji
Oficjalne zestawienie (niepełne):
| Lp. | Imię                                                                                | Zdjęcie | Data urodzenia                            | Rodzice | Stopień pokrewieństwa z panującym przodkiem |
| --- | ----------------------------------------------------------------------------------- | ------- | ----------------------------------------- | --- | ------------------------------------------- |
| 1   | Wilhelm, książę Walii Prince William, Prince of Wales                               |         | 21 czerwca 1982 Paddington                | Karol III (ur. 1948), król Wielkiej Brytanii Diana Spencer (1961–1997), c. Edwarda Spencera, 8 hr. Spencer                                    | syn króla Karola III                        |
| 2   | Jerzy z Walii Prince George of Wales                                                |         | 22 lipca 2013 Paddington                  | Wilhelm (ur. 1982), książę Walii Katarzyna Middleton (ur. 1982), c. Michaela Middletona                                                       | wnuk króla Karola III                       |
| 3   | Karolina z Walii Princess Charlotte of Wales                                        |         | 2 maja 2015 Paddington                    | Wilhelm (ur. 1982), książę Walii Katarzyna Middleton (ur. 1982), c. Michaela Middletona                                                       | wnuczka króla Karola III                    |
| 4   | Ludwik z Walii Prince Louis of Wales                                                |         | 23 kwietnia 2018 Paddington               | Wilhelm (ur. 1982), książę Walii Katarzyna Middleton (ur. 1982), c. Michaela Middletona                                                       | wnuk króla Karola III                       |
| 5   | Henryk, książę Sussexu Prince Henry, Duke of Sussex                                 |         | 15 września 1984 Paddington               | Karol III (ur. 1948), król Wielkiej Brytanii Diana Spencer (1961–1997), c. Edwarda Spencera, 8 hr. Spencer                                    | syn króla Karola III                        |
| 6   | Archie z Sussex Prince Archie of Sussex                                             |         | 6 maja 2019 Londyn                        | Henryk (ur. 1984), książę Sussexu Meghan (ur. 1981), księżna Sussexu                                                                          | wnuk króla Karola III                       |
| 7   | Lilibet z Sussex Princess Lilibet of Sussex                                         |         | 4 czerwca 2021 Santa Barbara              | Henryk (ur. 1984), książę Sussexu Meghan (ur. 1981), księżna Sussexu                                                                          | wnuczka króla Karola III                    |
| 8   | Andrzej, książę Yorku Prince Andrew, Duke of York                                   |         | 19 lutego 1960 Buckingham                 | Filip (1921–2021), książę Edynburga Elżbieta II (1926–2022), królowa Wielkiej Brytanii, c. Jerzego VI, króla Wielkiej Brytanii                | syn królowej Elżbiety II                    |
| 9   | Beatrycze z Yorku Princess Beatrice of York                                         |         | 8 sierpnia 1988 Londyn                    | Andrzej (ur. 1960), książę Yorku Sarah Ferguson (ur. 1959), c. mjr Ronalda Fergusona                                                          | wnuczka królowej Elżbiety II                |
| 10  | Sienna Elizabeth Mapelli-Mozzi                                                      |         | 18 września 2021 Londyn                   | Edoardo Mapelli Mozzi (ur. 1983) Beatrycze (ur. 1988), księżniczka z Yorku                                                                    | prawnuczka królowej Elżbiety II             |
| 11  | Athena Elizabeth Rose Mapelli Mozzi                                                 |         | 22 stycznia 2025 Londyn                   | Edoardo Mapelli Mozzi (ur. 1983) Beatrycze (ur. 1988), księżniczka z Yorku                                                                    | prawnuczka królowej Elżbiety II             |
| 12  | Eugenia z Yorku Princess Eugenie of York                                            |         | 23 marca 1990 Londyn                      | Andrzej (ur. 1960), książę Yorku Sarah Ferguson (ur. 1959), c. mjr Ronalda Fergusona                                                          | wnuczka królowej Elżbiety II                |
| 13  | August Brooksbank                                                                   |         | 9 lutego 2021 Londyn                      | Jack Brooksbank (ur. 1986) Eugenia (ur. 1990), księżniczka z Yorku                                                                            | prawnuk królowej Elżbiety II                |
| 14  | Ernest Booksbank                                                                    |         | 30 maja 2023 Londyn                       | Jack Brooksbank (ur. 1986) Eugenia (ur. 1990), księżniczka z Yorku                                                                            | prawnuk królowej Elżbiety II                |
| 15  | Edward, książę Edynburga Prince Edward, Duke of Edinburgh                           |         | 10 marca 1964 Buckingham                  | Filip (1921–2021), książę Edynburga Elżbieta II (1926–2022), królowa Wielkiej Brytanii, c. Jerzego VI, króla Wielkiej Brytanii                | syn królowej Elżbiety II                    |
| 16  | Jakub, hrabia Wessexu James Mountbatten-Windsor, Earl of Wessex                     |         | 17 grudnia 2007 Surrey                    | Edward (ur. 1964), hrabia Wessexu Sophie Rhys-Jones (ur. 1965), c. Christophera Rhys-Jonesa                                                   | wnuk królowej Elżbiety II                   |
| 17  | Ludwika Windsor Lady Louise Mountbatten-Windsor                                     |         | 8 listopada 2003 Surrey                   | Edward (ur. 1964), hrabia Wessexu Sophie Rhys-Jones (ur. 1965), c. Christophera Rhys-Jonesa                                                   | wnuczka królowej Elżbiety II                |
| 18  | Anna, księżniczka królewska The Princess Anne, Princess Royal                       |         | 15 sierpnia 1950 Clarence House           | Filip (1921–2021), książę Edynburga Elżbieta II (1926–2022), królowa Wielkiej Brytanii, c. Jerzego VI, króla Wielkiej Brytanii                | córka królowej Elżbiety II                  |
| 19  | Peter Phillips                                                                      |         | 15 listopada 1977 Paddington              | kpt. Mark Phillips (ur. 1948) Anna (ur. 1950), księżniczka królewska, c. Filipa, księcia Edynburga                                            | wnuk królowej Elżbiety II                   |
| 20  | Savannah Phillips                                                                   |         | 29 grudnia 2010 Gloucester                | Peter Phillips (ur. 1977) Autumn Kelly (ur. 1978), c. Briana Kelly                                                                            | prawnuczka królowej Elżbiety II             |
| 21  | Isla Elizabeth Phillips                                                             |         | 29 marca 2012 Londyn                      | Peter Phillips (ur. 1977) Autumn Kelly (ur. 1978), c. Briana Kelly                                                                            | prawnuczka królowej Elżbiety II             |
| 22  | Zara Tindall                                                                        |         | 15 maja 1981 Paddington                   | kpt. Mark Phillips (ur. 1948) Anna (ur. 1950), księżniczka królewska                                                                          | wnuczka królowej Elżbiety II                |
| 23  | Mia Grace Tindall                                                                   |         | 17 stycznia 2014 Gloucester               | Mike Tindall (ur. 1978) Zara Phillips (ur. 1981), c. kpt. Marka Phillipsa                                                                     | prawnuczka królowej Elżbiety II             |
| 24  | Lena Elizabeth Tindall                                                              |         | 18 czerwca 2018 Stroud                    | Mike Tindall (ur. 1978) Zara Philiips (ur. 1981), c. kpt Marka Phillipsa                                                                      | prawnuczka królowej Elżbiety II             |
| 25  | Lucas Philip Tindall                                                                |         | 21 marca 2021 Gatcombe Park               | Mike Tindall (ur. 1978) Zara Philiips (ur. 1981), c. kpt Marka Phillipsa                                                                      | prawnuk królowej Elżbiety II                |
| 26  | David Armstrong-Jones, 2. hrabia Snowdon David Armstrong-Jones, 2nd Earl of Snowdon |         | 3 listopada 1961 Clarence House           | Anthony Armstrong-Jones (1930–2017), 1 hrabia Snowdon Małgorzata Windsor (1930–2002), c. Jerzego VI, króla Wielkiej Brytanii                  | wnuk króla Jerzego VI                       |
| 27  | Charles Armstrong-Jones, wicehrabia Linley Charles Armstrong-Jones, Viscount Linley |         | 1 lipca 1999 Londyn                       | David Armstrong-Jones (ur. 1961), 2. hrabia Snowdon Serena Stanhope (ur. 1971), c. Charlesa Stanhope’a, wicehrabiego Petersham                | prawnuk króla Jerzego VI                    |
| 28  | Margarita Armstrong-Jones Lady Margarita Armstrong-Jones                            |         | 14 maja 2002 Londyn                       | David Armstrong-Jones (ur. 1961), 2. hrabia Snowdon Serena Stanhope (ur. 1971), c. Charles Stanhope’a, wicehrabiego Petersham                 | prawnuczka króla Jerzego VI                 |
| 29  | Sarah Chatto Lady Sarah Chatto                                                      |         | 1 maja 1964 Kensington                    | Antony Armstrong-Jones (1930–2017), 1. hrabia Snowdon Małgorzata Windsor (1930–2002), c. Jerzego VI, króla Wielkiej Brytanii                  | wnuczka króla Jerzego VI                    |
| 30  | Samuel Chatto                                                                       |         | 28 lipca 1996 Londyn                      | Daniel Chatto (ur. 1957) Sarah Chatto (ur. 1964), c. Antony’ego Armstrong-Jonesa, 1 hr. Snowdon                                               | prawnuk króla Jerzego VI                    |
| 31  | Arthur Chatto                                                                       |         | 5 lutego 1999 Londyn                      | Daniel Chatto (ur. 1957) Sarah Chatto (ur. 1964), c. Antony’ego Armstrong-Jonesa, 1 hr. Snowdon                                               | prawnuk króla Jerzego VI                    |
| 32  | Ryszard, książę Gloucester Prince Richard, Duke of Gloucester                       |         | 26 sierpnia 1944 Northampton              | Henryk Windsor (1900–1974), książę Gloucester Alicja Montagu-Douglas-Scott (1901–2004), c. Johna Montagu-Douglas-Scott, 7 księcia Queensberry | wnuk króla Jerzego V                        |
| 33  | Alexander, hrabia Ulsteru Alexander Windsor, Earl of Ulster                         |         | 24 października 1974 Londyn               | Ryszard (ur. 1944), książę Gloucester Brygida van Deurs (ur. 1946), c. Asgera Prebena Wissinga Henriksena                                     | prawnuk króla Jerzego V                     |
| 34  | Xan Windsor, lord Culloden Xan Windsor, Lord Culloden                               |         | 12 marca 2007 Londyn                      | Alexander Windsor, hrabia Ulsteru (ur. 1974) Claire Booth (ur. 1977), c. Roberta Bootha                                                       | praprawnuk króla Jerzego V                  |
| 35  | Cosima Windsor Lady Cosima Windsor                                                  |         | 20 maja 2010 Londyn                       | Aleksander, hrabia Ulsteru (ur. 1974) Claire Booth (ur. 1977), c. Roberta Bootha                                                              | praprawnuczka króla Jerzego V               |
| 36  | Davina Lewis Lady Davina Windsor                                                    |         | 19 listopada 1977 Londyn                  | Ryszard (ur. 1944), książę Gloucester Brygida van Deurs (ur. 1946), c. Asgera Prebena Wissinga Henriksena                                     | prawnuczka króla Jerzego V                  |
| 37  | Senna Lewis                                                                         |         | 22 czerwca 2010                           | Gary Christie Lewis (ur. 1970) Davina Lewis (ur. 1977), c. Ryszarda, księcia Gloucester                                                       | praprawnuczka króla Jerzego V               |
| 38  | Tāne Lewis                                                                          |         | 25 maja 2012                              | Gary Christie Lewis (ur. 1970) Davina Lewis (ur. 1977), c. Ryszarda, księcia Gloucester                                                       | praprawnuk króla Jerzego V                  |
| 39  | Rose Gilman Lady Rose Gilman                                                        |         | 1 marca 1980 Paddington                   | Ryszard (ur. 1944), książę Gloucester Brygida van Deurs (ur. 1946), c. Asgera Prebena Wissinga Henriksena                                     | prawnuczka króla Jerzego V                  |
| 40  | Lyla Gilman                                                                         |         | 30 maja 2010                              | George Gilman (ur. 1981) Rose Gilman (ur. 1980), c. Ryszarda, księcia Gloucester                                                              | praprawnuczka króla Jerzego V               |
| 41  | Rufus Gilman                                                                        |         | 30 października 2012                      | George Gilman (ur. 1981) Rose Gilman (ur. 1980), c. Ryszarda, księcia Gloucester                                                              | praprawnuk króla Jerzego V                  |
| 42  | Edward, książę Kentu Prince Edward, Duke of Kent                                    |         | 9 października 1935 Londyn                | Jerzy, książę Kentu (1902–1942) Marina Grecka (1906–1968), c. Mikołaja, księcia greckiego i duńskiego                                         | wnuk króla Jerzego V                        |
| 43  | George Windsor, hrabia St Andrews George Windsor, Earl of St Andrews                |         | 26 czerwca 1962 Londyn                    | Edward, książę Kentu (ur. 1935) Katarzyna Worsley (ur. 1933), c. sir Williama Arthingtona Worsleya                                            | prawnuk króla Jerzego V                     |
| 44  | Amelia Windsor Lady Amelia Windsor                                                  |         | 24 sierpnia 1995 Cambridge                | George Windsor (ur. 1962), hrabia St Andrews Sylvana Tomaselli (ur. 1957), c. Maksymiliana Karla Tomaselli                                    | praprawnuczka króla Jerzego V               |
| 45  | Albert Windsor                                                                      |         | 22 września 2007 Londyn                   | Nicholas Windsor (ur. 1970) Paola Louise Marica Doimi de Lupis (ur. 1969), c. Louisa Doimi de Lupisa                                          | praprawnuk króla Jerzego V                  |
| 46  | Leopold Windsor                                                                     |         | 8 września 2009 Londyn                    | Nicholas Windsor (ur. 1970) Paola Louise Marica Doimi de Lupis (ur. 1969), c. Louisa Doimi de Lupisa                                          | praprawnuk króla Jerzego V                  |
| 47  | Louis Windsor                                                                       |         | 27 maja 2014 Londyn                       | Nicholas Windsor (ur. 1970) Paola Louise Marica Doimi de Lupis (ur. 1969), c. Louisa Doimi de Lupisa                                          | praprawnuk króla Jerzego V                  |
| 48  | Helen Taylor Lady Helen Taylor                                                      |         | 28 kwietnia 1964 Coppins                  | Edward, książę Kentu (ur. 1935) Katarzyna Worsley (ur. 1933), c. sir Williama Arthingtona Worsleya                                            | prawnuczka króla Jerzego V                  |
| 49  | Columbus Taylor                                                                     |         | 6 sierpnia 1994 Londyn                    | Timothy Taylor (ur. 1963) Helen Windsor (ur. 1964), c. Edwarda, księcia Kentu                                                                 | praprawnuk króla Jerzego V                  |
| 50  | Cassius Taylor                                                                      |         | 26 grudnia 1996 Londyn                    | Timothy Taylor (ur. 1963) Helen Windsor (ur. 1964), c. Edwarda, księcia Kentu                                                                 | praprawnuk króla Jerzego V                  |
| 51  | Eloise Taylor                                                                       |         | 2 marca 2003 Londyn                       | Timothy Taylor (ur. 1963) Helen Windsor (ur. 1964), c. Edwarda, księcia Kentu                                                                 | praprawnuczka króla Jerzego V               |
| 52  | Estella Taylor                                                                      |         | 21 grudnia 2004                           | Timothy Taylor (ur. 1963) Helen Windsor (ur. 1964), c. Edwarda, księcia Kentu                                                                 | praprawnuczka króla Jerzego V               |
| 53  | Michał z Kentu Prince Michael of Kent                                               |         | 4 lipca 1942 Iver                         | Jerzy, książę Kentu (1902–1942) Marina Grecka (1906–1968), c. Mikołaja, księcia greckiego i duńskiego                                         | wnuk króla Jerzego V                        |
| 54  | Frederick Windsor Lord Frederick Windsor                                            |         | 6 kwietnia 1979 Paddington                | Michał z Kentu (ur. 1942), s. Jerzego, księcia Kentu Marie-Christine von Reibnitz (ur. 1945), c. Gunthera Herbertusa von Reibnitz             | prawnuk króla Jerzego V                     |
| 55  | Maud Windsor Miss Maud Windsor                                                      |         | 15 sierpnia 2013 Los Angeles              | Frederick Windsor (ur. 1979), s. Michała z Kentu Sophie Lara Winkleman (ur. 1980), c. Barry’ego Winklemana                                    | praprawnuczka króla Jerzego V               |
| 56  | Isabella Windsor Miss Isabella Windsor                                              |         | 16 stycznia 2016 Londyn                   | Frederick Windsor (ur. 1979), s. Michała z Kentu Sophie Lara Winkleman (ur. 1980), c. Barry’ego Winklemana                                    | praprawnuczka króla Jerzego V               |
| 57  | Gabriella Windsor Lady Gabriella Windsor                                            |         | 23 kwietnia 1981 Paddington               | Michał z Kentu (ur. 1942), syn Jerzego, księcia Kentu Marie-Christine von Reibnitz (ur. 1945), c. Gunthera Herbertusa von Reibnitz            | prawnuczka króla Jerzego V                  |
| 58  | Aleksandra Ogilvy Princess Alexandra, The Honourable Lady Ogilvy                    |         | 25 grudnia 1936 Londyn                    | Jerzy, książę Kentu (1902–1942) Marina Grecka (1906–1968), c. Mikołaja, księcia greckiego i duńskiego                                         | wnuczka króla Jerzego V                     |
| 59  | James Ogilvy                                                                        |         | 29 lutego 1964 Richmond                   | sir Angus Ogilvy (1928–2004) Aleksandra Windsor (ur. 1936), c. Jerzego, księcia Kentu                                                         | prawnuk króla Jerzego V                     |
| 60  | Alexander Ogilvy                                                                    |         | 12 listopada 1996 Edynburg                | James Ogilvy (ur. 1964) Julia Caroline Rawlinson (ur. 1964), c. Charlesa Fredericka Melville’a Rawlinsona                                     | praprawnuk króla Jerzego V                  |
| 61  | Flora Ogilvy                                                                        |         | 15 grudnia 1994 Edynburg                  | James Ogilvy (ur. 1964) Julia Caroline Rawlinson (ur. 1964), c. Charlesa Fredericka Melville’a Rawlinsona                                     | praprawnuczka króla Jerzego V               |
| 62  | Marina Ogilvy                                                                       |         | 31 lipca 1966 Richmond                    | sir Angus Ogilvy (1928–2004) Aleksandra Ogilvy (ur. 1936), c. Jerzego, księcia Kentu                                                          | prawnuczka króla Jerzego V                  |
| 63  | Christian Mowatt                                                                    |         | 4 czerwca 1993 Londyn                     | Paul Mowatt (ur. 1962) Marina Ogilvy (ur. 1966), c. sir Angusa Ogilvy’ego                                                                     | praprawnuk króla Jerzego V                  |
| 64  | Zenouska Mowatt                                                                     |         | 26 maja 1990 Roechampton                  | Paul Mowatt (ur. 1962) Marina Ogilvy (ur. 1966), c. sir Angusa Ogilvy’ego                                                                     | praprawnuczka króla Jerzego V               |
| 65  | David Lascelles, 8. hrabia Harewood                                                 |         | 21 października 1950 Paddington/Bayswater | George Lascelles, 7. hrabia Harewood (1923–2011) Marion Stein (1926–2014), c. Erwina Steina                                                   | prawnuk króla Jerzego V                     |
| 66  | Alexander Lascelles                                                                 |         | 13 maja 1980 Bath                         | David Lascelles, 8. hrabia Harewood (ur. 1950) Margaret Rosalind Messenger (ur. 1948), c. Edgara Franka Messengera                            | praprawnuk króla Jerzego V                  |
| 67  | Ivy Lascelles                                                                       |         | październik 2018                          | Alexander Lascelles (ur. 1980) Annika Elizabeth Reed (ur. 1984)                                                                               | prapraprawnuczka króla Jerzego V            |
| 68  | Kit Moon William Lascelles                                                          |         | 4 czerwca 2023                            | Alexander Lascelles (ur. 1980) Annika Elizabeth Reed (ur. 1984)                                                                               | prapraprawnuk króla Jerzego V               |
| 69  | Edward Lascelles                                                                    |         | 19 listopada 1982                         | David Lascelles, 8. hrabia Harewood (ur. 1950) Margaret Rosalind Messenger (ur. 1948), c. Edgara Franka Messengera                            | praprawnuk króla Jerzego V                  |
| 70  | James Lascelles Sir James Lascelles                                                 |         | 5 października 1953 Bayswater             | George Lascelles, 7. hrabia Harewood (1923–2011) Marion Stein (1926–2014), c. Erwina Steina                                                   | prawnuk króla Jerzego V                     |
| 71  | Rowan Lascelles                                                                     |         | 6 listopada 1977                          | James Lascelles (ur. 1953) Frederica Anna Duhrssen (ur. 1954)                                                                                 | praprawnuk króla Jerzego V                  |
| 72  | Tewa Lascelles                                                                      |         | 8 czerwca 1985                            | James Lascelles (ur. 1953) Lori Susan Lee (1954–2001)                                                                                         | praprawnuk króla Jerzego V                  |
| 73  | Fran Lascelles                                                                      |         | maj 2014                                  | Tewa Lascelles (ur. 1985) Cynthia Ramirez | prapraprawnuk króla Jerzego V               |
| 74  | Sophie Lascelles                                                                    |         | 1 października 1973                       | James Lascelles (ur. 1953) Frederica Anna Duhrssen (ur. 1954)                                                                                 | praprawnuczka króla Jerzego V               |
| 75  | Jeremy Lascelles                                                                    |         | 14 lutego 1955 Bayswater                  | George Lascelles, 7. hrabia Harewood (1923–2011) Marion Stein (1926–2014), c. Erwina Steina                                                   | prawnuk króla Jerzego V                     |
| 76  | Thomas Lascelles                                                                    |         | 7 września 1982                           | Jeremy Lascelles (ur. 1955) Julie Baylis (ur. 1957)                                                                                           | praprawnuk króla Jerzego V                  |
| 77  | Cleo Lascelles                                                                      |         | 2017                                      | Thomas Lascelles (ur. 1982) Laura Bailey (ur. 1980)                                                                                           | prapraprawnuczka króla Jerzego V            |
| 78  | Celeste Lascelles                                                                   |         | 7 października 2020                       | Thomas Lascelles (ur. 1982) Laura Bailey (ur. 1980)                                                                                           | prapraprawnuczka króla Jerzego V            |
| 79  | Ellen Lascelles Hermans                                                             |         | 17 grudnia 1984                           | Jeremy Lascelles (ur. 1955) Julie Baylis (ur. 1957)                                                                                           | praprawnuczka króla Jerzego V               |
| 80  | Amy Lascelles                                                                       |         | 26 czerwca 1986                           | Jeremy Lascelles (ur. 1955) Julie Baylis (ur. 1957)                                                                                           | praprawnuczka króla Jerzego V               |
| 81  | Tallulah Lascelles                                                                  |         | 1 grudnia 2005                            | Jeremy Lascelles (ur. 1955) Catherine Isobel Bell (ur. 1972)                                                                                  | praprawnuczka króla Jerzego V               |
| 82  | Henry Lascelles                                                                     |         | 19 maja 1953                              | Gerald Lascelles (1924–1998) Angela Estree Lyssod D’Arcy Dowding (1919–2007)                                                                  | prawnuk króla Jerzego V                     |
| 83  | Maximilian Lascelles                                                                |         | 19 grudnia 1991                           | Henry Lascelles (ur. 1953) Alexandra Morton (ur. 1953)                                                                                        | praprawnuk króla Jerzego V                  |
| 84  | David Carnegie, 4th Duke of Fife                                                    |         | 3 marca 1961                              | James Carnegie, 3rd Duke of Fife (1929–2015) Caroline Dewar (1934–1980), c. Henry'ego Evelyna Alexandra Dewara                                | praprawnuk króla Edwarda VII                |
| 85  | Charles Carnegie                                                                    |         | 1 lipca 1989                              | David Carnegie, 4th Duke of Fife (ur. 1961) Caroline Anne Bunting (ur. 1961), c. Martina Briana Buntinga                                      | prapraprawnuk króla Edwarda VII             |
| 86  | Chloe Françoise Carnegie                                                            |         | 15 grudnia 2022                           | Charles Carnegie (ur. 1989) Camille Ascoli (ur. 1990), c. Roberta Ascoli                                                                      | praprapraprawnuczka króla Edwarda VII       |
| 87  | George Carnegie                                                                     |         | 23 marca 1991                             | David Carnegie, 4th Duke of Fife (ur. 1961) Caroline Anne Bunting (ur. 1961), c. Martina Briana Buntinga                                      | prapraprawnuk króla Edwarda VII             |
| 88  | Hugh Carnegie                                                                       |         | 10 czerwca 1993                           | David Carnegie, 4th Duke of Fife (ur. 1961) Caroline Anne Bunting (ur. 1961), c. Martina Briana Buntinga                                      | prapraprawnuk króla Edwarda VII             |
| 89  | Alexandra Carnegie                                                                  |         | 20 czerwca 1959                           | James Carnegie, 3rd Duke of Fife (1929–2015) Caroline Dewar (1934–1980), c. Henry'ego Evelyna Alexandra Dewara                                | praprawnuczka króla Edwarda VII             |
| 90  | Amelia Etherington                                                                  |         | 24 czerwca 2001                           | Mark Etherington (ur. 1962) Alexandra Carnegie (ur. 1959), c. Jamesa Carnegie                                                                 | prapraprawnuczka króla Edwarda VII          |
| 91  | Harald V                                                                            |         | 21 lutego 1937                            | Olaf V (1903–1991) Marta Bernadotte (1901–1954), c. Karola Bernadotte, księcia Szwecji                                                        | prawnuk króla Edwarda VII                   |